# Kung Fu (serie de televisión de 2021)
Kung Fu es una serie de televisión estadounidense de  acción-aventura y artes marciales que se estrenó en The CW el 7 de abril de 2021 y finalizó el 8 de marzo de 2023. Ambientada en el presente, es una adaptación de la serie homónima de la década 1970. Fue producida por Warner Bros. Television, al igual que la serie original y Kung Fu: The Legend Continues. Sus productores ejecutivos incluyen a Christina M. Kim (desarrolladora de series para The CW), Ed Spielman (creador de la serie original), Greg Berlanti, Martin Gero, Robert Berens y Sarah Schechter. La segunda temporada se estrenó el 9 de marzo de 2022, mientras que la tercera temporada se estrenó el 5 de octubre del mismo año. En mayo de 2023, la serie fue cancelada después de tres temporadas.

## Sinopsis
Ambientada en la actualidad, la serie sigue a una joven sinoestadounidense cuyos problemas personales la obligan a dejar la universidad y hacer un viaje que le cambiará la vida a un monasterio aislado en China. A su regreso a Estados Unidos, empieza a utilizar sus habilidades en las artes marciales y los valores de Shaolin Kungfu para proteger a su comunidad cuando su ciudad natal de San Francisco (California) está plagada de crimen y corrupción dirigidos por la Triada, todo ello mientras lidia con su familia distanciada y busca al asesino que mató a su mentor Shaolin y que ahora la tiene como objetivo.
Esta versión sería más una reimaginación que un reinicio de la serie de televisión de 1972, protagonizada por David Carradine como Kwai Chang Caine, el monje fugitivo que viaja a través del Viejo Oeste estadounidense.

## Elenco y personajes

### Principales
- Olivia Liang como Nicky Shen: Una estudiante de la Escuela de Derecho Harvard que ha abandonado los estudios y es una extraña para su familia; por otro lado, ella es experta en artes marciales que utiliza para atajar la delincuencia creciente que domina su comunidad.
- Kheng Hua Tan como Mei-Li Shen: La estricta madre de Nicky, que ayudó a su esposo en el negocio de la restauración y no está contenta con Nicky por haber abandonado a la familia. Al igual que su esposo, guarda secretos que podrían amenazar a la familia.
- Eddie Liu como Henry Yan: Un practicante de artes marciales, experto en arte y mitología tradicional china, e interés amoroso de Nicky.
- Shannon Dang como Althea Shen: La hermana mayor de Nicky, experta en tecnología, recién casada y con planes de tener una vida perfecta.
- Jon Prasida como Ryan Shen: El hermano distanciado de Nicky, que es un estudiante de medicina de gran ingenio y abiertamente gay, intenta reparar su relación mientras ayuda a Nicky.
- Gavin Stenhouse como Evan Hartley: Un exitoso asistente del fiscal del distrito que aún siente algo por Nicky.
- Vanessa Kai como Pei-Ling Zhang: La shifu (mentora) de Nicky en el Monasterio Shaolin de la Provincia de Yunnan, China. Fue asesinada mientras intentaba defender el monasterio de los asaltantes, y aparece como un fantasma para ayudar a guiar a Nicky.
- Tony Chung como Dennis Soong: El prometido de Althea y un rico inversor.
- Tzi Ma como Jin Shen: El padre de Nicky, propietario de un restaurante, está disgustado por las decisiones de su hija y al mismo tiempo, guarda secretos que podrían destruir su establecimiento debido al control de la Tríada sobre la comunidad local.
- Yvonne Chapman como Zhilan (temporadas 2–3; recurrente temporada 1): Una enigmática mujer con profundos lazos criminales y una misteriosa conexión con el Monasterio Shaolin donde Nicky se entrenó. Busca reunir ocho armas sagradas (incluida una espada) y desbloquear sus poderes, sin saber que Nicky entró en contacto con una que le reveló su destino sin explotar. Ella fue la responsable de asesinar a la mentora de Nicky y ve a Nicky como una adversaria y una objetivo.
- JB Tadena como Sebastian Cailao (temporada 3; recurrente temporada 2).

### Recurrentes
- Bradley Gibson como Joe Harper.
- Ludi Lin como Kerwin.
- Janet Kidder como Fiscal del Distrito Hughes.
- Kee Chan como Russell Tan.
- Marissa Cuevas como Nadia.
- Vanessa Yao como Mia Yang.
- Annie Q. como Juliette Tan.
- Andrew Tinpo Lee como Frank.
- Terry Chen como Daniel Yan.
- Ben Levin como Bo.
- Kim Rhodes como Carrie.
- Donald Heng como Anthony Chan.

## Episodios

### Temporadas
| Temporada | Temporada | Episodios | Episodios | Emisión original     | Emisión original    |
| Temporada | Temporada | Episodios | Episodios | Primera emisión      | Última emisión      |
| --------- | --------- | --------- | --------- | -------------------- | ------------------- |
|           | 1         | 13        | 13        | 7 de abril de 2021   | 21 de julio de 2021 |
|           | 2         | 13        | 13        | 9 de marzo de 2022   | 15 de junio de 2022 |
|           | 3         | 13        | 13        | 5 de octubre de 2022 | 8 de marzo de 2023  |

### Primera temporada (2021)
| N.º en serie | N.º en temp. | Título           | Dirigido por        | Escrito por                      | Fecha de emisión original | Código de prod. | Audiencia (millones) |
| --- | ------------ | ---------------- | ------------------- | -------------------------------- | ------------------------- | --------------- | -------------------- |
| 1 | 1            | «Pilot»          | Hanelle Culpepper   | Christina M. Kim                 | 7 de abril de 2021        | T13.22851       | 1.40                 |
| Huyendo de su autoritaria madre y buscando la libertad, Nicky Shen se une a un monasterio Shaolin exclusivamente femenino en China, donde pasa tres años convirtiéndose en una experta luchadora bajo el mando de Pei-Ling. Cuando su mentora es asesinada por la guerrera renegada Zhilan (que también roba una espada sagrada) y el monasterio es destruido, Nicky regresa a su casa en San Francisco, donde todo el mundo, excepto su enfadada madre Mei-Li y su amargado hermano pequeño Ryan, le da la bienvenida. Después de que el padre de Nicky sea hospitalizado debido a una fuerte paliza, ella se entera de que su familia está en deuda con Tony Kang, el jefe de la Tríada local. Nicky, Ryan y su hermana Althea reúnen información sobre la Tríada para la policía, pero cuando Ryan se pone en peligro para conseguir fotos de los negocios ilegales de Kang, Nicky interviene y somete a Kang utilizando una técnica Shaolin antes de escapar mientras llega la policía. Su nuevo amigo Henry le advierte que la espada robada es una de las ocho armas místicas. Es probable que Zhilan esté planeando reunirlas todas para desbloquear su verdadero poder, y la cicatriz que marcó la mano de Nicky (las marcas) durante el primer encuentro es clave para la búsqueda. A instancias de sus padres, Nicky decide quedarse y rehacer su vida en San Francisco. |              |                  |                     |                                  |                           |                 |                      |
| 2 | 2            | «Silence»        | Hanelle Culpepper   | Christina M. Kim & Robert Berens | 14 de abril de 2021       | T13.22852       | 1.37                 |
| Tras un sueño sobre la muerte de Pei-Ling, Nicky reconoce que está dejando que el miedo le nuble la mente. Entonces, Nicky acepta ayudar a Althea con su boda, reinicia un juego con su padre y promete empezar a entrenar con Henry. En un parque, Nicky acude en ayuda de una joven sin hogar, que escapa después de que Nicky se defiende de su atacante. Nicky la localiza y se entera de que se llama Rhonda y que ha sido expulsada por el novio maltratador de su madre enferma, Derek, el cual le roba para alimentar su adicción al juego. Nicky lo persigue y consigue que se presente una orden de alejamiento a favor de Rhonda. Horas más tarde, Nicky se entera por Rhonda de que Derek ha vaciado las cuentas bancarias de su madre y planea apostarlo todo en un casino privado. Nicky le sigue la pista, le hace jurar que no volverá a molestarlas y obliga al casino a devolverle todo el dinero perdido. Evan le cuenta a Nicky que Zhilan ha sido vista recientemente en Singapur y se entera de que ella y Pei-Ling son hermanas. Henry también le dice a Nicky que un colgante que vio en su sueño está relacionado con las espadas desaparecidas, y que un profesor que Henry conoce y que puede ayudarlas también está en Singapur, donde Zhilan le hace una propuesta. |              |                  |                     |                                  |                           |                 |                      |
| 3 | 3            | «Patience»       | Joe Menendez        | Richard Lowe                     | 21 de abril de 2021       | T13.22853       | 1.07                 |
| Nicky se encuentra todavía muy alejada de su familia y lucha por encontrar un nuevo propósito en la vida. En la clínica de Ryan, se hace amiga de una mujer llamada Faye que intenta organizar un sindicato en la fábrica de ropa King Kwong. Faye sufre por su mala salud, pero se niega a dejar de trabajar porque la empresa no cubre los días de enfermedad. Tras ser hospitalizada, Nicky se entera por Ryan de que ha sido envenenada con productos químicos industriales, y consigue que Althea le ayude a acceder a la tienda de la empresa para poder investigar. Al final descubre que el director de operaciones de la empresa intentó matar a Faye y lo desenmascara; lo arrestan y la empresa acepta pagar las facturas médicas de Faye y reconocer al sindicato. Zhilan interroga al profesor para obtener información sobre las armas; después de manipularlo para que revele todo lo que sabe, lo asesina y recupera un juego de cuchillas con gancho de un coleccionista de Oriente Medio. Henry recupera una caja de rompecabezas del despacho del profesor que Nicky abre, encontrando una llave escondida en su interior; Henry también llama la atención de Evan después de obtener una cinta de vigilancia que muestra a Henry y Nicky entrando en el despacho. Althea es abordada por un reportero con el que se niega a hablar; se da a entender que Althea fue víctima de una agresión sexual durante la estancia de Nicky en el extranjero. Ryan le presenta a Nicky su novio Joe en un bar.                                                                                              |              |                  |                     |                                  |                           |                 |                      |
| 4 | 4            | «Hand»           | America Young       | Kathryn Borel                    | 28 de abril de 2021       | T13.22854       | 1.05                 |
| Henry y Nicky localizan la caja del rompecabezas, sólo para que sea robada por un misterioso ladrón. Evan se pone en contacto con Nicky y le advierte del pasado delictivo de Henry; ella, al principio, se desentiende de sus preocupaciones, pero cuando ve que Henry intercambia un artefacto Qing por información, se crea una tensión entre ellos. Jin y Mei-Li cenan con la familia de Dennis, el prometido de Althea, que quiere que ésta firme un contrato prenupcial. Esto provoca una discusión, y Althea se marcha mientras Dennis aclara a sus padres. Ryan y Joe visitan una galería de arte donde Ryan admite que Joe es su primer novio serio. Henry identifica al ladrón como Razor, un profesional contratado por Zhilan para recuperar la caja. Nicky apela al ego de Razor retándolo a una pelea por la caja; gana y consigue abrirla, encontrando una funda para la Espada de Liang Diayu. Razor, por su parte, envía la caja vacía y la llave a Zhilan. Dennis y Althea se reconcilian y los padres de él aceptan abandonar el acuerdo prenupcial. Nicky confía a Henry la funda y lo besa, diciendo que su pasado no le importa. En el apartamento de Althea, Nicky se entera de lo que le sucedió a su hermana mientras ella no estaba. Althea confiesa que no tiene la voluntad de denunciar a su agresor. |              |                  |                     |                                  |                           |                 |                      |
| 5 | 5            | «Sanctuary»      | R.T. Thorne         | A.C. Allen                       | 5 de mayo de 2021         | T13.22855       | 0.96                 |
| 6 | 6            | «Rage»           | Joe Menendez        | Lillian Yu                       | 12 de mayo de 2021        | T13.22856       | 0.96                 |
| Nicky y Henry se enteran de que la próxima arma llegará al Museo Reed de San Francisco. Por desgracia, el contacto de Henry, Randall, no tiene intención de ayudarles a conseguirla. Así que Nicky idea un plan para robar la daga en la gala de los Reed. Al principio, parece que Henry no quiere involucrarse, pero sabiendo que Nicky necesitará más ayuda, Henry pide a Althea, Ryan y Dennis que le ayuden. En la gala, Nicky consigue robar la daga, pero Zhilan también está en la gala, y amenaza a Nicky, insinuando que asesinará a los padres de Nicky si no entrega la daga. Sin opciones, Nicky renuncia a ella. Nicky intenta luchar contra Zhilan en el callejón detrás de la gala, pero pierde el combate. Zhilan revela que Pei-Ling (su hermana) mató a su padre. Mientras tanto, Althea firma un acuerdo de no divulgación por quinientos mil dólares para guardar silencio sobre la agresión sexual infligida por su antiguo jefe. Althea no quiere firmar al principio, pero cambia de opinión y pide que el dinero se entregue al Centro Comunitario Chino, concretamente para mantener financiado el programa médico, donde trabaja Ryan. |              |                  |                     |                                  |                           |                 |                      |
| 7 | 7            | «Guidance»       | Michael Goi         | Ryan Johnson & Peter Lalayanis   | 26 de mayo de 2021        | T13.22857       | 0.82                 |
| Evan acude en ayuda de una Nicky herida y la lleva a su casa para que se recupere. Mientras está allí, empieza a cuestionarse su destino y decide abandonar al conocer la verdad sobre Pei-Ling. Después de que Ryan le diga que descanse, Nicky no hace caso a esa petición cuando Henry le habla de su amigo, cuya hermana se ha convertido en discípula involuntaria de un violento instructor de artes marciales. Con la ayuda de Althea, Ryan, Evan y Henry, Nicky se infiltra en el estudio para desafiar al instructor fingiendo aprender sus técnicas. Cuando se descubre que el instructor también está ganando dinero haciendo transmisiones secretas de sus peleas con sus estudiantes de forma ilegal, se les ocurre un plan para exponer sus actividades. Nicky y el instructor acuerdan un combate, que es espoleado por el espíritu de Pei-Ling, lo que lleva a Nicky a derrotarlo y a que Evan lo arreste. Desgraciadamente, Mei-Li vio el livestream y se enfrenta a Nicky, donde le revela la verdad de que es descendiente de Liang Daiyu y que ha sido elegida para ser la sucesora, pero intenta alejar a Nicky de cumplir ese destino por miedo a que otros lo descubran. Nicky, disgustada porque su madre le oculta la verdad, abandona la casa. Mientras tanto, la historia de Pei-Ling y Zhilan detalla cómo Pei-Ling realmente mató a su padre por accidente y los acontecimientos que conducen a la ruptura entre las hermanas, mientras que en el presente Zhilan se enfrenta a su tío sobre las armas, y luego lo mata. A continuación, Zhilan localiza a un conocido en su búsqueda. |              |                  |                     |                                  |                           |                 |                      |
| 8 | 8            | «Destiny»        | Dan Liu             | Melissa Rundle                   | 2 de junio de 2021        | T13.22858       | 0.82                 |
| 9 | 9            | «Isolation»      | Geoff Shotz         | Dan Hamamura                     | 23 de junio de 2021       | T13.22859       | 0.84                 |
| 10 | 10           | «Choice»         | Richard Speight Jr. | Linda Ge & John Bring            | 30 de junio de 2021       | T13.22860       | 0.80                 |
| 11 | 11           | «Attachment»     | Viet Nguyen         | Michael Deigh & Richard Lowe     | 7 de julio de 2021        | T13.22861       | 0.82                 |
| 12 | 12           | «Sacrifice»      | Sudz Sutherland     | Ryan Johnson & Peter Lalayanis   | 14 de julio de 2021       | T13.22862       | 0.76                 |
| 13 | 13           | «Transformation» | Joe Menendez        | Christina M. Kim & Robert Berens | 21 de julio de 2021       | T13.22863       | 0.83                 |

### Segunda temporada (2022)
| N.º en serie | N.º en temp. | Título                      | Dirigido por         | Escrito por                                                    | Fecha de emisión original | Código de prod. | Audiencia (millones) |
| ------------ | ------------ | --------------------------- | -------------------- | -------------------------------------------------------------- | ------------------------- | --------------- | -------------------- |
| 14           | 1            | «Year of the Tiger: Part 1» | Joe Menéndez         | Christina M. Kim & Robert Berens                               | 9 de marzo de 2022        | T13.23351       | 0.63                 |
| 15           | 2            | «Year of the Tiger: Part 2» | Joe Menéndez         | Ryan Johnson & Peter Lalayanis                                 | 16 de marzo de 2022       | T13.23352       | 0.47                 |
| 16           | 3            | «The Bell»                  | Winnifred Jong       | Brian Anthony                                                  | 23 de marzo de 2022       | T13.23353       | 0.65                 |
| 17           | 4            | «Clementine»                | Richard Speight, Jr. | Richard Lowe                                                   | 30 de marzo de 2022       | T13.23354       | 0.57                 |
| 18           | 5            | «Reunion»                   | David Grossman       | A.C. Allen                                                     | 6 de abril de 2022        | T13.23355       | 0.43                 |
| 19           | 6            | «Jyu Sa»                    | Kristin Windell      | Matt Young                                                     | 13 de abril de 2022       | T13.23356       | 0.48                 |
| 20           | 7            | «The Alchemist»             | Richard Speight Jr.  | Jon Bring                                                      | 27 de abril de 2022       | T13.23357       | 0.58                 |
| 21           | 8            | «Disclosure»                | Joe Menendez         | Historia de: Linda Ge Guion de: Ryan Johnson & Peter Lalayanis | 4 de mayo de 2022         | T13.23358       | 0.48                 |
| 22           | 9            | «The Enclave»               | R.T. Thorne          | Dan Hamamura                                                   | 11 de mayo de 2022        | T13.23359       | 0.49                 |
| 23           | 10           | «Destruction»               | Jeff Chan            | Melissa Rundle                                                 | 18 de mayo de 2022        | T13.23360       | 0.45                 |
| 24           | 11           | «Bloodline»                 | Kristin Windell      | Michael Deigh                                                  | 25 de mayo de 2022        | T13.23361       | 0.48                 |
| 25           | 12           | «Alliance»                  | Richard Speight, Jr. | Ryan Johnson & Peter Lalayanis                                 | 8 de junio de 2022        | T13.23362       | 0.47                 |
| 26           | 13           | «The Source»                | Joe Menendez         | Christina M. Kim & Robert Berens                               | 15 de junio de 2022       | T13.23363       | 0.42                 |

### Tercera temporada (2022–23)
| N.º en serie | N.º en temp. | Título          | Dirigido por         | Escrito por                      | Fecha de emisión original | Código de prod. | Audiencia (millones) |
| ------------ | ------------ | --------------- | -------------------- | -------------------------------- | ------------------------- | --------------- | -------------------- |
| 27           | 1            | «Shifu»         | David Grossman       | Christina M. Kim & Robert Berens | 5 de octubre de 2022      | T13.23951       | 0.40                 |
| 28           | 2            | «Risk»          | Geoff Shotz          | Dan Hamamura                     | 12 de octubre de 2022     | T13.23952       | 0.42                 |
| 29           | 3            | «The Compass»   | Joe Menéndez         | Ryan Johnson & Peter Lalayanis   | 19 de octubre de 2022     | T13.23953       | 0.39                 |
| 30           | 4            | «Harmony»       | Richard Speight, Jr. | Richard Lowe                     | 26 de octubre de 2022     | T13.23954       | 0.45                 |
| 31           | 5            | «Harvest»       | Marielle Woods       | Melissa Rundle                   | 2 de noviembre de 2022    | T13.23955       | 0.43                 |
| 32           | 6            | «Rescue»        | Kristin Windell      | Matt Young                       | 9 de noviembre de 2022    | T13.23956       | 0.39                 |
| 33           | 7            | «Villains»      | Joe Menendez         | John Bring                       | 16 de noviembre de 2022   | T13.23957       | 0.36                 |
| 34           | 8            | «Betrayal»      | Dean Lim             | Michael Deigh                    | 30 de noviembre de 2022   | T13.23958       | 0.40                 |
| 35           | 9            | «The Architect» | Lou Diamond Phillips | Hayley K. Goldstein              | 8 de febrero de 2023      | T13.23959       | 0.45                 |
| 36           | 10           | «Alias»         | Tiffany Frances      | Brian Anthony                    | 15 de febrero de 2023     | T13.23960       | 0.41                 |
| 37           | 11           | «The Scepter»   | David Grossman       | Angela Trevino                   | 22 de febrero de 2023     | T13.23961       | 0.36                 |
| 38           | 12           | «Loss»          | Richard Speight, Jr. | Ryan Johnson & Peter Lalayanis   | 1 de marzo de 2023        | T13.23962       | 0.41                 |
| 39           | 13           | «Beginning»     | Joe Menendez         | Christina M. Kim & Robert Berens | 8 de marzo de 2023        | T13.23963       | 0.40                 |

## Producción

### Desarrollo
En septiembre de 2017, se anunció que Greg Berlanti y Wendy Mericle estaban desarrollando un reinicio de la serie protagonizado por mujeres para Fox. En octubre de 2018, se anunció que el productor ejecutivo de la serie Sleepy Hollow Albert Kim estaba volviendo a desarrollar la serie y que Fox entraría en discusión para producir el piloto de la serie. En noviembre de 2019, se anunció que el reinicio se había trasladado a The CW cadena que alberga la mayoría de las series del Arrowverso, todas ellas producidas por Berlanti y que serían escritas por Christina M. Kim y Martin Gero. En enero de 2020, se anunció que The CW ordenó la producción del piloto de la serie. En mayo de 2020, se anunció que The CW ordenó la producción de la serie; ese mismo día se creó un póster con Liang y cuentas en las redes sociales.
En realidad, la serie se trata del tercer intento de reinicio de Kung Fu. Según PrimeTimer:

En los últimos años ha habido dos intentos diferentes de desarrollar este proyecto en Fox, ambos con una protagonista femenina. Las productoras Berlanti Productions y Warner Bros. Television estaban detrás de ambos proyectos, pero ninguno de los dos llegó a ser un piloto.

El primer intento tenía una protagonista llamada Lucy Chang, una monja budista y maestra de kung-fu que viaja por América en los años 50 en busca del hombre que le robó a su hijo años atrás. El segundo intento se trataba de una joven chino-estadounidense que hereda el estudio de kung-fu de su padre, sólo para descubrir que es un centro secreto dedicado a ayudar a los miembros de la comunidad de Chinatown que no tienen a quién recurrir. El 3 de mayo de 2021, The CW renovó la serie para una segunda temporada. El 22 de marzo de 2022, The CW renovó la serie para una tercera temporada. El 11 de mayo de 2023, The CW canceló la serie tras tres temporadas.

### Casting
En enero de 2020, se anunció que Tzi Ma y Kheng Hua Tan se habían unido al elenco principal de la serie. En febrero de 2020, se anunció que Jon Prasida, Shannon Dang, Eddie Liu y Olivia Liang se habían unido al elenco principal de la serie. En marzo de 2020, se anunció que Gavin Stenhouse y Gwendoline Yeo se habían unido al elenco principal de la serie. En octubre de 2020, se anunció que Tony Chung se había unido al elenco principal de la serie. En noviembre de 2020, se anunció que Yvonne Chapman se había unido al elenco recurrente de la serie. En febrero de 2021, se anunció que Ludi Lin y Bradley Gibson se habían unido al elenco recurrente de la serie.
El 26 de agosto de 2021, se anunció que Chapman fue promovida al elenco principal para la segunda temporada. El 6 de enero de 2022, Vanessa Yao, Annie Q. y JB Tadena se unieron al elenco en papeles recurrentes para la segunda temporada. El 7 de julio de 2022, se anunció que Tadena fue promovido al elenco principal para la tercera temporada. El 27 de julio de 2022, Ben Levin y Kim Rhodes se unieron al elenco en papeles recurrentes para la tercera temporada.

### Rodaje
El rodaje de la primera temporada comenzó el 16 de octubre de 2020 y concluyó el 27 de abril de 2021 en la Ciudad de Langley (Columbia Británica). El rodaje de la segunda temporada comenzó el 20 de septiembre de 2021 y concluyó el 15 de marzo de 2022. El rodaje de la tercera temporada comenzó el 18 de julio de 2022 y concluyó el 20 de diciembre.

## Lanzamiento

### Emisión
La serie se estrenó el 7 de abril de 2021. La tercera temporada se estrenó el 5 de octubre de 2022.

### Distribución
En Canadá, la serie se estrenó el 7 de abril de 2021 en CTV. En España, la serie se estrenó el 11 de mayo de 2021 en TNT. En Latinoamérica se lanzó el 29 de junio en 2021 en HBO Max como una serie Max Original.

## Recepción

### Respuesta crítica
En el sitio web agregador de reseñas Rotten Tomatoes la serie tiene un índice de aprobación del 79 %, basándose en catorce reseñas con una calificación media de 6.7/10. En Metacritic, tiene una puntuación media ponderada de 65/100, basada en diez reseñas, indicando «reseñas generalmente favorables».
PrimeTimer creía que el guion del episodio piloto tenía potencial en la dinámica familiar, pero consideraba que los personajes eran unidimensionales y que la serie se adentraba en demasiadas direcciones diferentes, lo que la convertía en «demasiado ocupada y demasiado sosa».
Sam Stone de Comic Book Resources hizo una reseña del episodio piloto y afirmó que «los matices de la relación de cada personaje se exponen explícitamente en la conversación en lugar de insinuarse o tejerse más orgánicamente en el programa, como si los personajes no fueran conscientes de sus propias historias de fondo». Aunque la coreografía de las peleas fue bien recibida, se basó en demasiada cámara lenta. CBR vio potencial en el espectáculo con el reparto, siempre y cuando se superen los «malos hábitos» a medida que avanza el programa. Jennifer Griffin de TV Pulse Magazine fue más crítica y también estuvo de acuerdo en que hubo demasiada exposición durante el primer episodio. Dependió en la fórmula predecible del formato de superhéroes que Greg Berlanti ha incorporado en programas anteriores de The CW.
Aunque se alabó el hecho de tener un reparto mayoritariamente asiático-americano, la crítica continuó diciendo que:

Al igual que la propia América, la serie necesita mostrar a sus personajes un poco más de amor, y demostrar una determinación para mirar más allá de la fórmula, los clichés y los estereotipos para aquello que realmente nos conecta, como espectadores de televisión, como fans de los superhéroes, pero sobre todo como seres humanos.
Jennifer Griffin.

Robert Lloyd de Los Angeles Times escribió que el episodio piloto estaba muy ocupado con una exposición desordenada, que también reforzaba los estereotipos asiáticos.

### Audiencias

#### Temporada 1
| N.º | Título           | Fecha de emisión    | ÍA (18–49) | Audiencia (millones) | DVR (18–49) | Audiencia DVR (millones) | Total (18–49) | Audiencia total (millones) |
| --- | ---------------- | ------------------- | ---------- | -------------------- | ----------- | ------------------------ | ------------- | -------------------------- |
| 1   | «Pilot»          | 7 de abril de 2021  | 0.2        | 1.40                 | 0.1         | 0.65                     | 0.3           | 2.05                       |
| 2   | «Silence»        | 14 de abril de 2021 | 0.2        | 1.37                 | 0.1         | 0.79                     | 0.3           | 2.16                       |
| 3   | «Patience»       | 21 de abril de 2021 | 0.2        | 1.07                 | 0.1         | 0.72                     | 0.2           | 1.79                       |
| 4   | «Hand»           | 28 de abril de 2021 | 0.2        | 1.05                 | 0.1         | 0.56                     | 0.3           | 1.61                       |
| 5   | «Sanctuary»      | 5 de mayo de 2021   | 0.2        | 0.96                 | 0.1         | 0.51                     | 0.3           | 1.46                       |
| 6   | «Rage»           | 12 de mayo de 2021  | 0.2        | 0.96                 | 0.1         | 0.48                     | 0.2           | 1.43                       |
| 7   | «Guidance»       | 26 de mayo de 2021  | 0.1        | 0.82                 | 0.1         | 0.54                     | 0.2           | 1.37                       |
| 8   | «Destiny»        | 2 de junio de 2021  | 0.1        | 0.82                 | 0.1         | 0.45                     | 0.2           | 1.27                       |
| 9   | «Isolation»      | 23 de junio de 2021 | 0.1        | 0.84                 | 0.1         | 0.46                     | 0.2           | 1.30                       |
| 10  | «Choice»         | 30 de junio de 2021 | 0.1        | 0.80                 | 0.1         | 0.41                     | 0.2           | 1.21                       |
| 11  | «Attachment»     | 7 de julio de 2021  | 0.1        | 0.82                 | 0.1         | 0.40                     | 0.2           | 1.22                       |
| 12  | «Sacrifice»      | 14 de julio de 2021 | 0.1        | 0.76                 | 0.1         | 0.35                     | 0.2           | 1.11                       |
| 13  | «Transformation» | 21 de julio de 2021 | 0.1        | 0.83                 | 0.1         | 0.36                     | 0.2           | 1.19                       |

#### Temporada 2
| N.º | Título                      | Fecha de emisión    | ÍA (18–49) | Audiencia (millones) | DVR (18–49) | Audiencia DVR (millones) | Total (18–49) | Audiencia total (millones) |
| --- | --------------------------- | ------------------- | ---------- | -------------------- | ----------- | ------------------------ | ------------- | -------------------------- |
| 1   | «Year of the Tiger: Part 1» | 9 de marzo de 2022  | 0.1        | 0.63                 | 0.1         | 0.48                     | 0.2           | 1.11                       |
| 2   | «Year of the Tiger: Part 2» | 16 de marzo de 2022 | 0.1        | 0.47                 | 0.1         | 0.51                     | 0.2           | 0.98                       |
| 3   | «The Bell»                  | 23 de marzo de 2022 | 0.1        | 0.65                 | 0.1         | 0.48                     | 0.2           | 1.13                       |
| 4   | «Clementine»                | 30 de marzo de 2022 | 0.1        | 0.57                 | 0.1         | 0.35                     | 0.1           | 0.92                       |
| 5   | «Reunion»                   | 6 de abril de 2022  | 0.1        | 0.43                 | 0.1         | 0.38                     | 0.1           | 0.80                       |
| 6   | «Jyu Sa»                    | 13 de abril de 2022 | 0.1        | 0.48                 | 0.1         | 0.47                     | 0.1           | 0.95                       |
| 7   | «The Alchemist»             | 27 de abril de 2022 | 0.1        | 0.58                 | —           | —                        | —             | —                          |
| 8   | « Disclosure»               | 4 de mayo de 2022   | 0.1        | 0.48                 | —           | —                        | —             | —                          |
| 9   | «The Enclave»               | 11 de mayo de 2022  | 0.1        | 0.49                 | —           | —                        | —             | —                          |
| 10  | «Destruction»               | 18 de mayo de 2022  | 0.1        | 0.45                 | —           | —                        | —             | —                          |
| 11  | «Bloodline»                 | 25 de mayo de 2022  | 0.1        | 0.48                 | —           | —                        | —             | —                          |
| 12  | «Alliance»                  | 8 de junio de 2022  | 0.1        | 0.47                 | —           | —                        | —             | —                          |
| 13  | «The Source»                | 15 de junio de 2022 | 0.1        | 0.42                 | —           | —                        | —             | —                          |

#### Temporada 3
| N.º | Título          | Fecha de emisión        | ÍA (18–49) | Audiencia (millones) | DVR (18–49) | Audiencia DVR (millones) | Total (18–49) | Audiencia total (millones) |
| --- | --------------- | ----------------------- | ---------- | -------------------- | ----------- | ------------------------ | ------------- | -------------------------- |
| 1   | «Shifu»         | 5 de octubre de 2022    | 0.1        | 0.40                 | 0.1         | 0.43                     | 0.1           | 0.83                       |
| 2   | «Risk»          | 12 de octubre de 2022   | 0.1        | 0.42                 | 0.1         | 0.39                     | 0.1           | 0.81                       |
| 3   | «The Compass»   | 19 de octubre de 2022   | 0.1        | 0.39                 | 0.0         | 0.36                     | 0.1           | 0.75                       |
| 4   | «Harmony»       | 26 de octubre de 2022   | 0.1        | 0.45                 | 0.0         | 0.34                     | 0.1           | 0.79                       |
| 5   | «Harvest»       | 2 de noviembre de 2022  | 0.1        | 0.43                 | 0.0         | 0.39                     | 0.1           | 0.81                       |
| 6   | «Rescue»        | 9 de noviembre de 2022  | 0.1        | 0.39                 | 0.0         | 0.36                     | 0.1           | 0.76                       |
| 7   | «Villains»      | 16 de noviembre de 2022 | 0.1        | 0.36                 | 0.0         | 0.39                     | 0.1           | 0.75                       |
| 8   | «Betrayal»      | 30 de noviembre de 2022 | 0.1        | 0.40                 | —           | —                        | —             | —                          |
| 9   | «The Architect» | 8 de febrero de 2023    | 0.1        | 0.45                 | —           | —                        | —             | —                          |
| 10  | «Alias»         | 15 de febrero de 2023   | 0.1        | 0.41                 | —           | —                        | —             | —                          |
| 11  | «The Scepter»   | 22 de febrero de 2023   | 0.1        | 0.36                 | —           | —                        | —             | —                          |
| 12  | «Loss»          | 1 de marzo de 2023      | 0.1        | 0.41                 | —           | —                        | —             | —                          |
| 13  | «Beginning»     | 8 de marzo de 2023      | 0.1        | 0.40                 | —           | —                        | —             | —                          |